# René Aggiouri
 (avril 2017).
Si vous disposez d'ouvrages ou d'articles de référence ou si vous connaissez des sites web de qualité traitant du thème abordé ici, merci de compléter l'article en donnant les références utiles à sa vérifiabilité et en les liant à la section « Notes et références ».
René Aggiouri (1919 - 30 octobre 2014) est un journaliste libanais.
Il a dirigé la rédaction du quotidien L'Orient de 1962 à 1970. Ayant démissionné de L'Orient au moment de sa vente, il a créé le quotidien francophone As-Safa, dont il a rédigé les éditoriaux jusqu'en 1974.
De 1978 à 1989, il a été secrétaire de la commission nationale pour l'UNESCO.
Il a signé entre 1995 et 2011 une tribune hebdomadaire dans La Revue du Liban, dont il était une des plumes prestigieuses.